# Dörflas (Schleiz)
Dörflas ist ein Ortsteil der Stadt Schleiz im Saale-Orla-Kreis in Thüringen.

## Geografie
Die Flur von Dörflas befindet sich auf einem von Wald umgebenen Hochplateau über der Saale bei Walsburg. Der Weiler liegt abseits, ist aber gut über Straßen zu erreichen.

## Geologie
Geologisch befindet sich die Gemarkung des Weilers im Südostthüringer Schiefergebirge. Diese Böden sind durch den hohen Feinerdeanteil und den hohen Humusgehalt sehr fruchtbar.

## Geschichte
Der Weiler wurde erstmals am 11. März 1489 urkundlich erwähnt. Das Rittergut Dörflas diente der Versorgung der nahen Walsburg. Das Gut besaß 1923 insgesamt 152 ha Nutzfläche, die der Geraer Unternehmer Karl-Friedrich Wetzel seit 1916 bewirtschaftete. Sein Sohn übernahm das Gut und ließ 1935 die Kapelle erbauen. Es wurde nach dem Zweiten Weltkrieg im Rahmen der ersten Bodenreform enteignet und an Umsiedler und Neubauern übereignet. 1948 wurde das Gutshaus zerstört.
Die bis 1945 private Gutskapelle wurde 1998/1999 als Kirche restauriert und 1999 neu geweiht. In einem 2010 durchgeführten Wettbewerb des Mitteldeutschen Rundfunks (MDR) innerhalb der Aktion „Schwefelhölzchen“ ging die Kapelle als Sieger unter den eingesandten Zuschriften hervor und errang den Titel „Kleinste Kirche Mitteldeutschlands“.
Dörflas war ein Ortsteil der Gemeinde Crispendorf, die am 1. Januar 2019 in die Stadt Schleiz eingemeindet wurde.

## Söhne und Töchter des Ortes
- Hugo Wittich (* 27. Februar 1823 in Dörflas; † 1897 oder später), deutscher Rittergutsbesitzer und Abgeordneter